# بلبل مصفر
بلبل مصفر (الاسم العلمي: Pycnonotus flavescens) (بالإنجليزية: Flavescent Bulbul)‏ هو نوع من الطيور يتبع جنس البلبل من فصيلة البلابل.